# Enges
Enges är en ort i kommunen Laténa i kantonen Neuchâtel i Schweiz. Den ligger cirka 10 kilometer nordost om Neuchâtel. Orten har 271 invånare (2023).
Orten var före den 1 januari 2025 en egen kommun, men slogs då samman med kommunerna Hauterive, La Tène och Saint-Blaise till den nya kommunen Laténa.